# Тумрок (хребет)
Тумрок — горный хребет на востоке Камчатского края России. 

## Описание
Относится к системе Восточного хребта, примыкает к нему на севере. Расположен западнее хребта Гамчен. Южная часть хребта до горы Скальная относится к территории Кроноцкого заповедника.
Высшая точка хребта — вулкан Тумрок (2103 м).
На стыке с Валагинским хребтом находится вулкан Кизимен. 